# Aeschynanthus radicans
Aeschynanthus radicans là một loài thực vật có hoa trong họ Tai voi. Loài này được Jack mô tả khoa học đầu tiên năm 1823.

## Hình ảnh

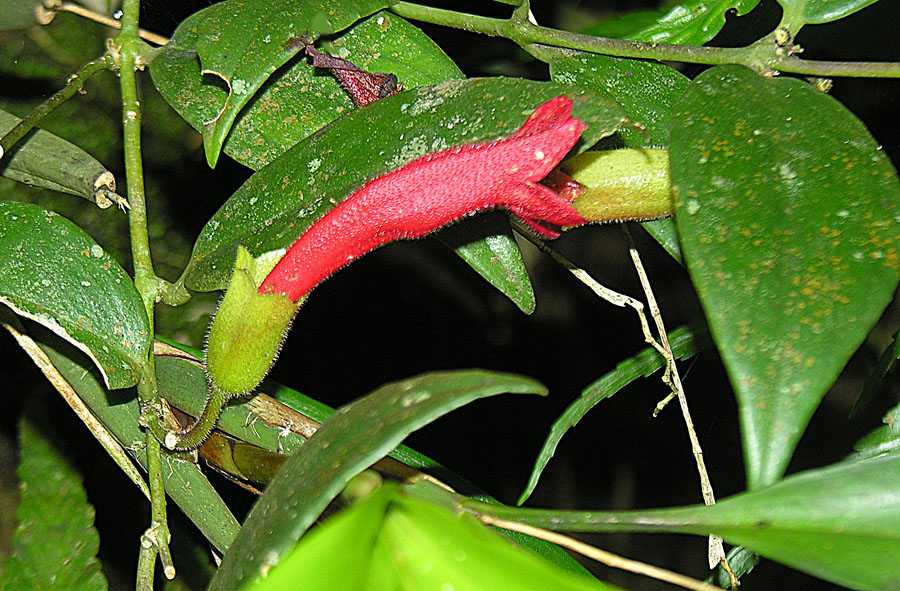
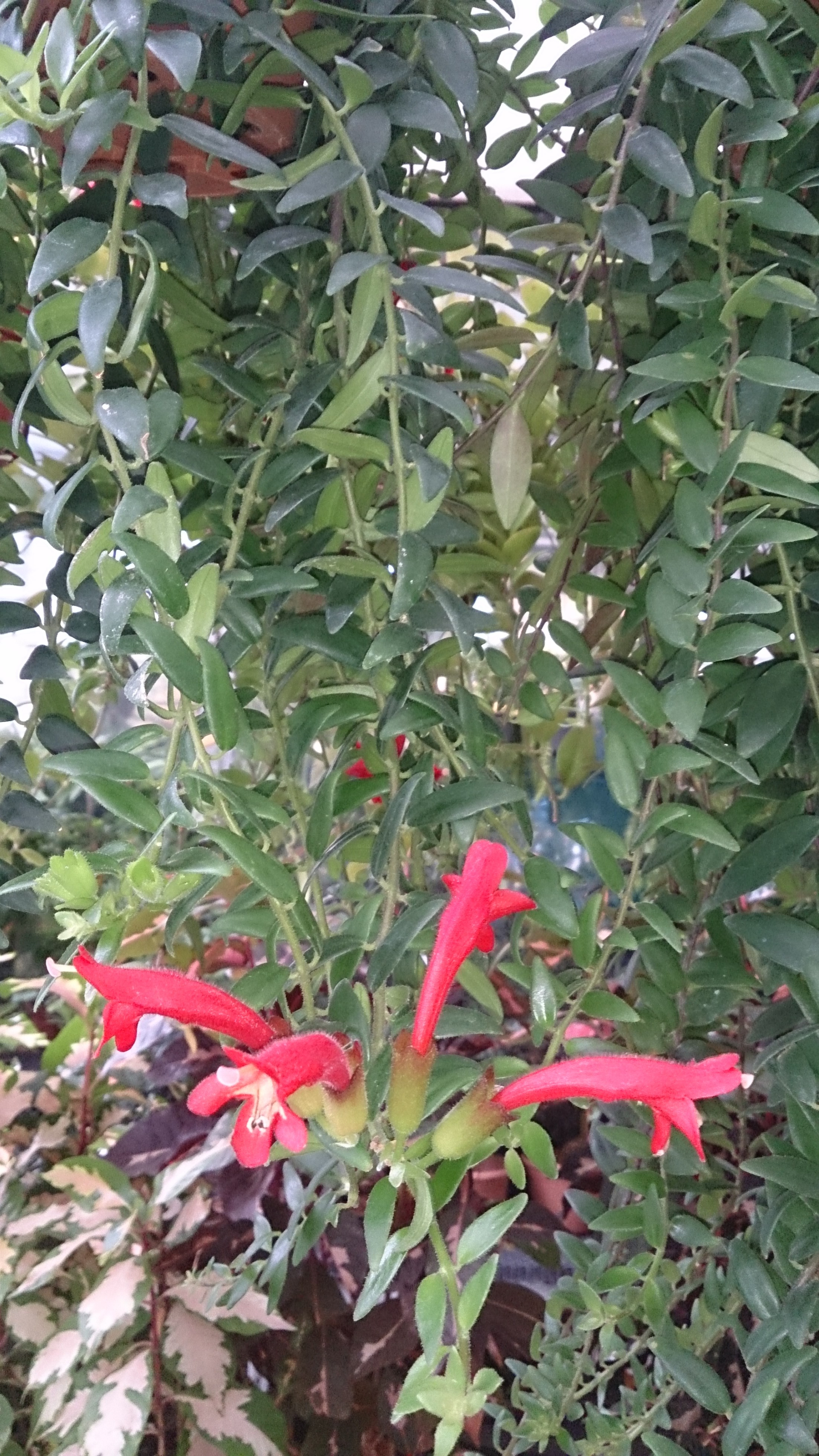
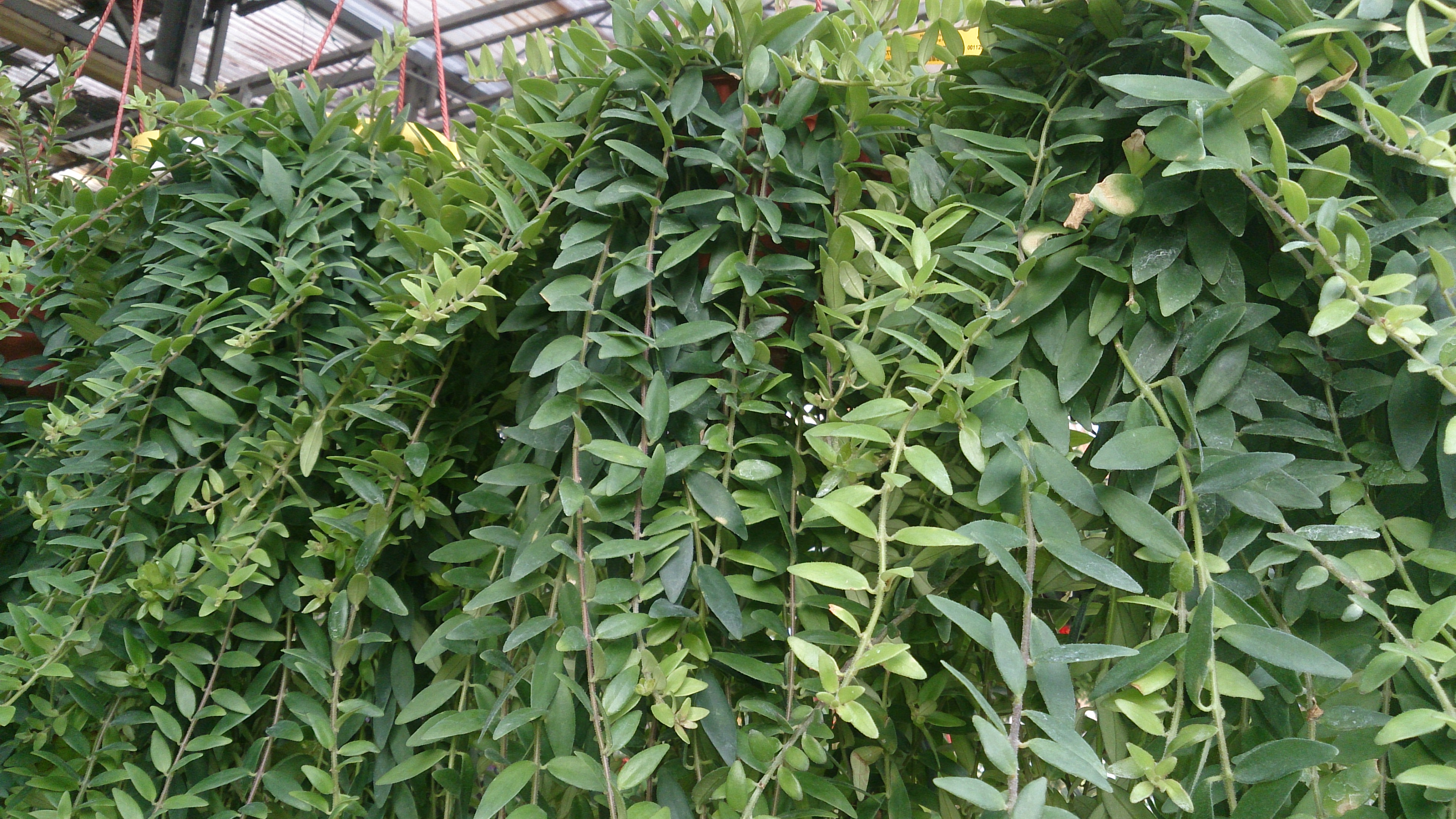
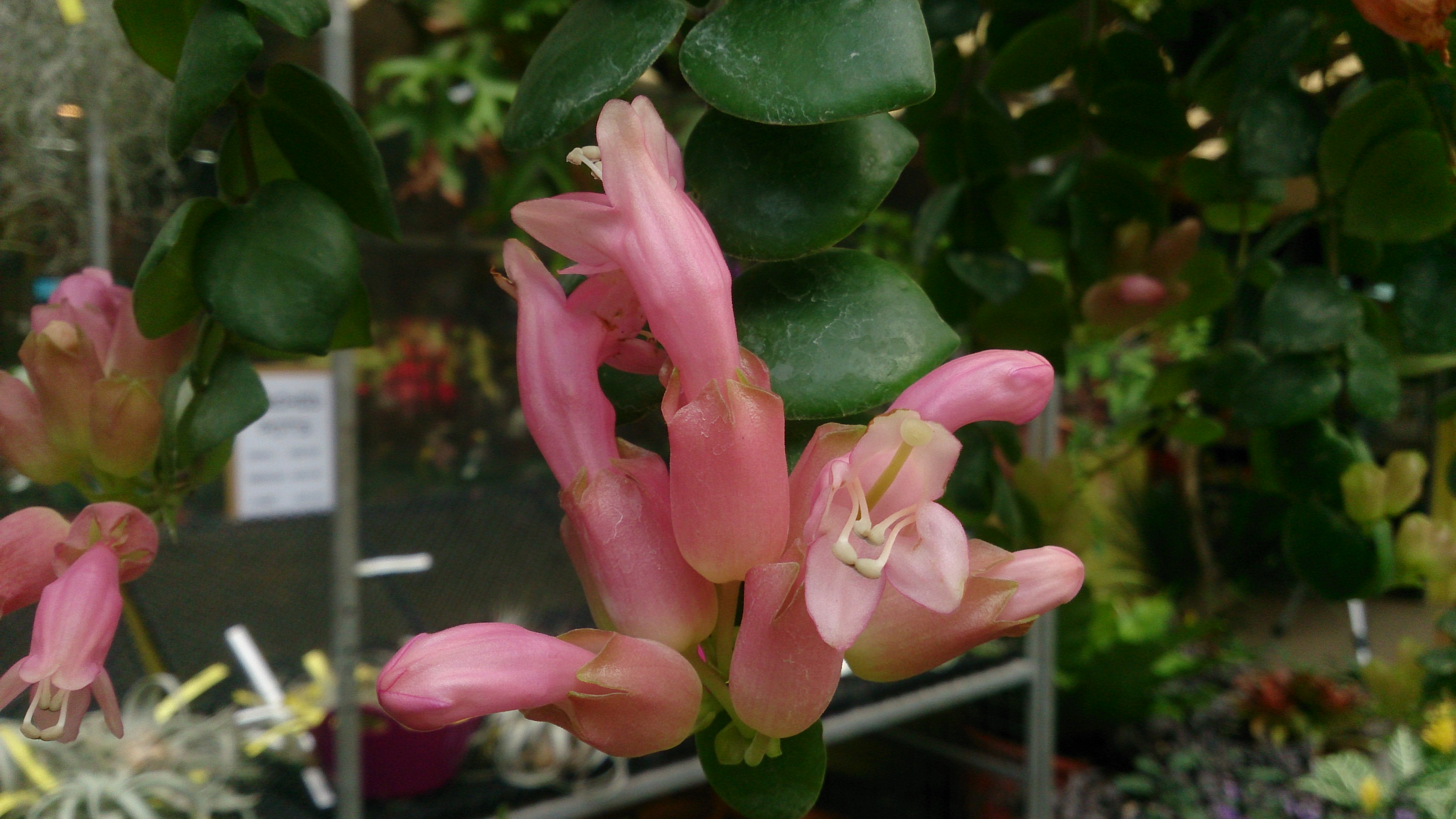